# Sortland
Sortland es un localidad y municipio en Nordland, Noruega. Es parte del distrito de Vesterålen. El centro administrativo del municipio es la ciudad de Sortland. En 1997, el municipio decidió declarar el municipio de Sortland. Con algunas casas pintadas de azul, Sortland se refiere a veces como"la ciudad azul".

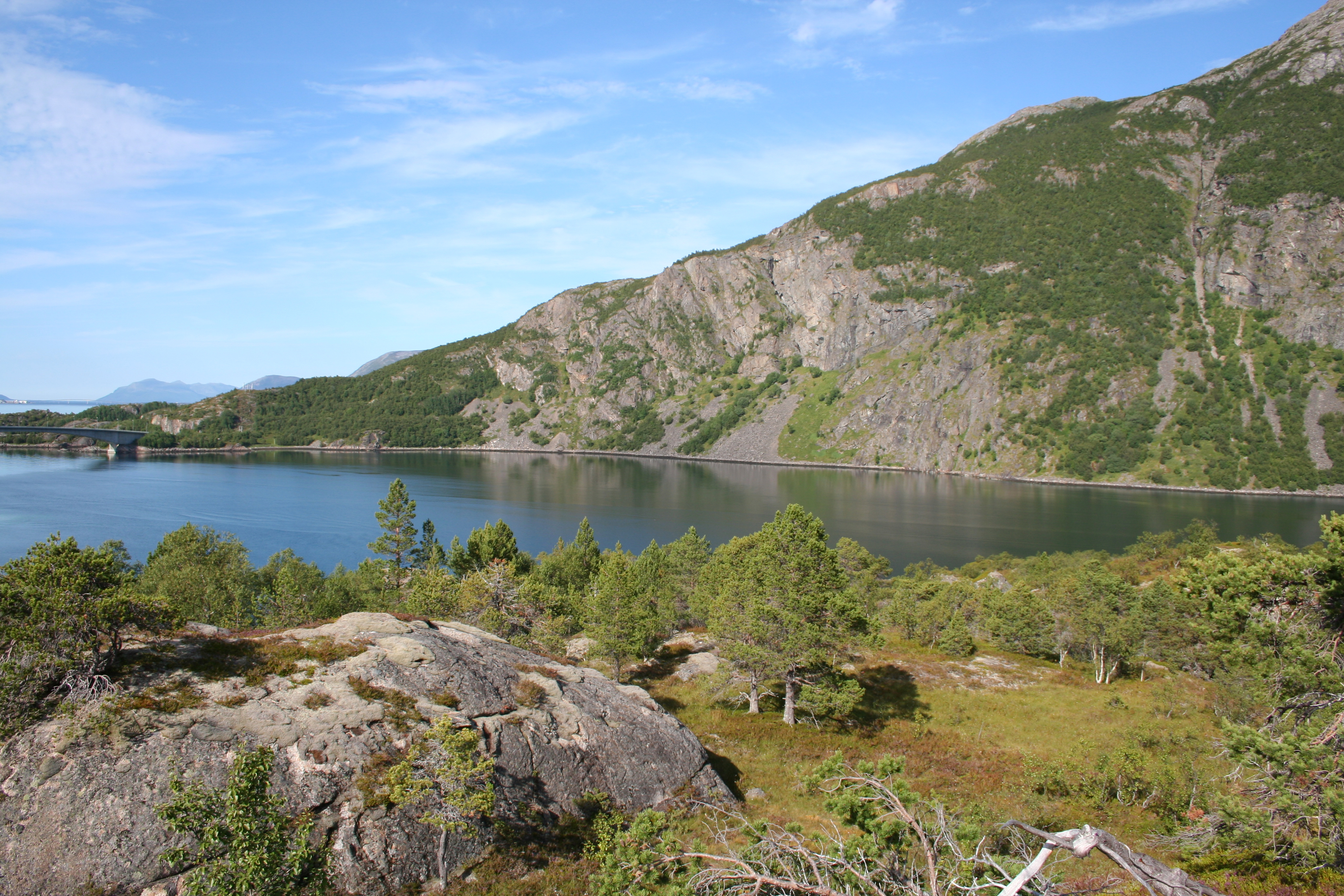
Djupfjorden en Sortland

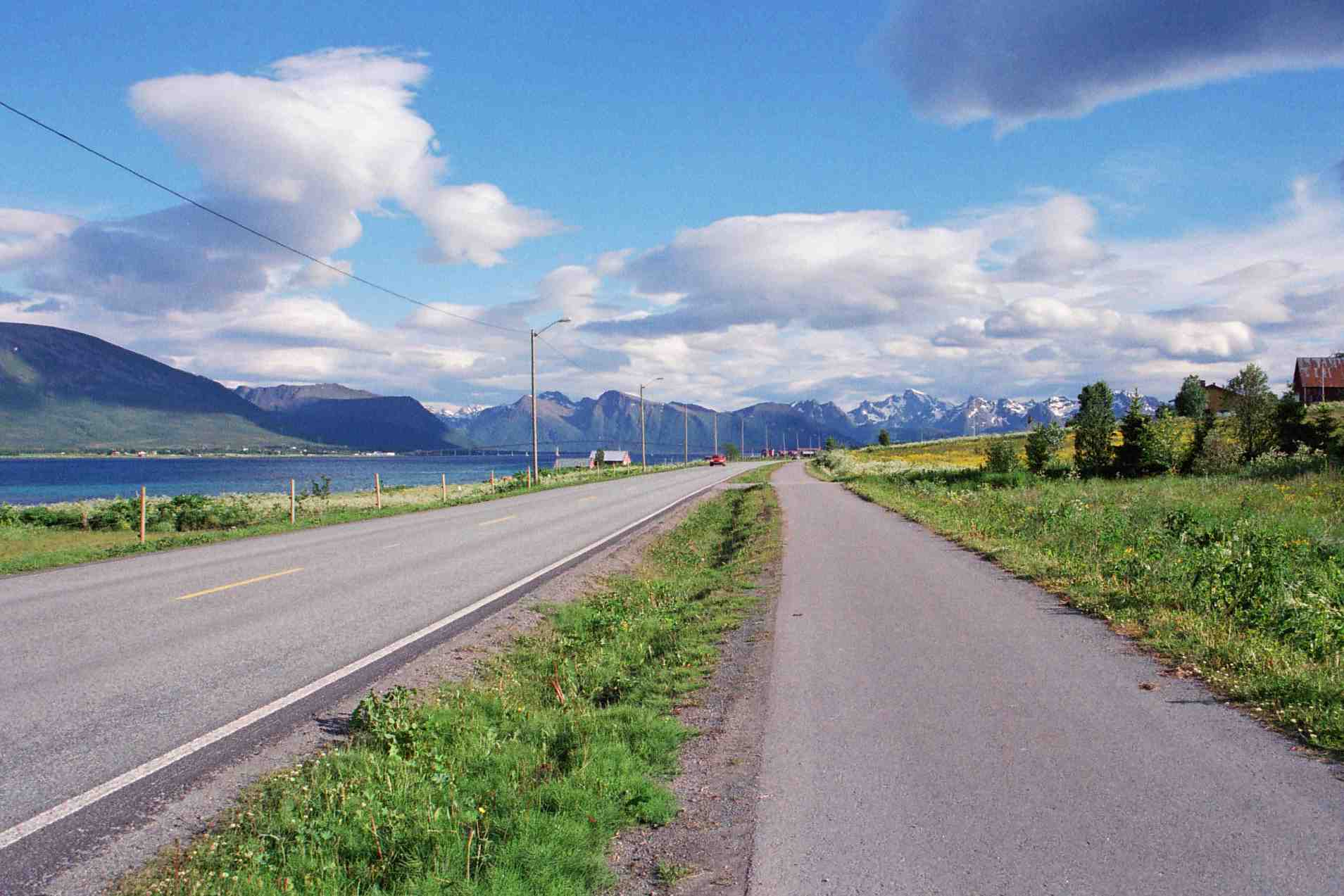
Vista desde Sortland mirando hacia el sur

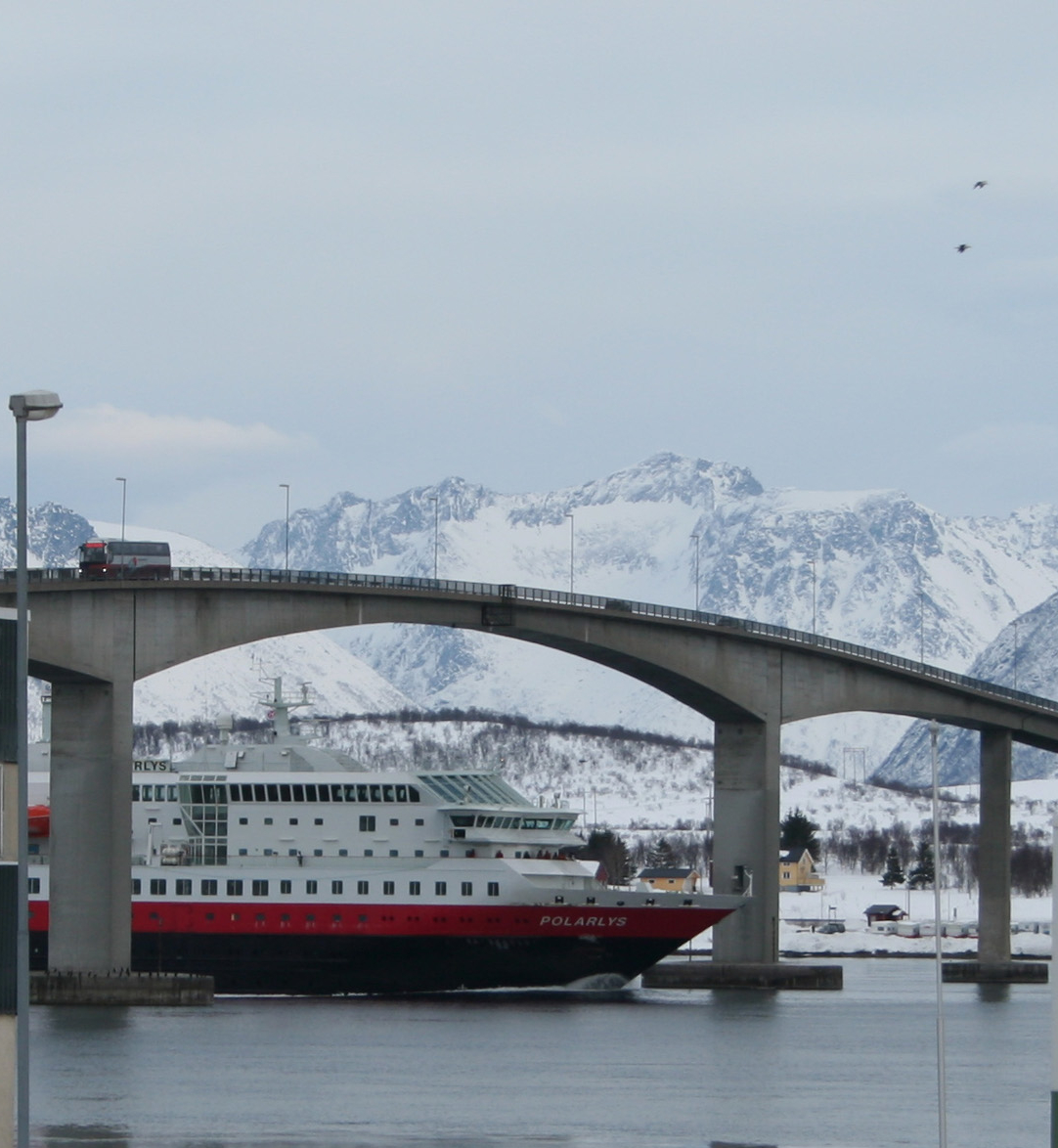
El Puente Sortland, imagen tomada en febrero de 2007

Sortland se separó del municipio de Hadsel en 1841. El área de Godfjorden fue trasladado de Kvæfjord el 1 de enero del 2000.
Sortland se encuentra en la isla de Langøya  y es la mayor ciudad y centro comercial en Vesterålen. Sortland está situado cerca del Puente Sortland, que conecta Langøya a Hinnøya por carretera. La Guardia Costera de Noruega tiene su base en el norte de esta ciudad (Kystvaktskvadron Nord). La ciudad cuenta con Kulturfabrikken (la fábrica de la cultura), que es el centro cultural de la ciudad, construida sobre los terrenos de una antigua fábrica de pescado. Sortland es conocida por su festival de jazz, que se celebra en el mes de septiembre, y también por ser la ciudad natal del cantante del célebre grupo Madrugada. El escritor Lars Saabye Christensen vivió 15 años en esta ciudad.